# Norske Løve (ostindiefarer)
Norske Løve også kendt som Norska Løva eller Nordische Lowe, var en ostindiefarer bevæbnet med 36 kanoner fra rederiet Ostindisk Kompagni, der forliste på Færøerne den 31. december 1707. Skibet afgik fra København den 4. december 1707 og ramtes af adskillige uheld og havarier, før det strandede ved Lambavik. Omkring 100 mand kom levende i land. Vraget blev begravet under et stenskred. Forliset er emnet for sange, kvad og sagn. Klokken blev bjerget og hænger i Tórshavn Domkirke sammen med en model af skibet. En anden model er ophængt i kirken i Eiði. Klokken i domkirken menes at være kommet til kirken i 1708. Klokken har indskriften: "Danscke Ostindische Compagnies Scheb Nordische Lowe 1704". Dens højde er 30 cm, og dens tværmål er 41,5 cm. Klokken kaldes Norske Løve.

## Historie
Norske Løve forlod København den 4. december 1707 under kaptajn Roluf Meinckes befaling. Det skulle sejle nord om Skotland og ud i Atlanterhavet og videre om Kap Det Gode Håb til Trankebar, hvor den skulle lade krydderier, te og andet gods og bringe det tilbage. Den 18. december blev skibet i en storm ramt af et lynnedslag, som beskadigede stormasten så meget, at den næste dag måtte kappes og smides overbord. Derved blev også mesanmasten ødelagt. Midt på dagen den 19. december blev skibet ramt af en kæmpebølge, som kostede 14 sømænd livet og som førte til at skibet fik endnu flere skader. Under en følgende storm den 25. december blev skibet vest for Hebriderne slået ud af kurs, og strandede endelig den 31. december 1707 ud for Lamba ved Eysturoys østkyst. Cirka 100 mand overlevede. Også en del af skibets last blev bjærget. Om natten begravede nedfaldne klippestykker resten af vraget og strandgodset.
På trods af den søretslige undersøgelse i Tórshavn florerer der stadig legender om skibets undergang og sin last. Selvom der ofte er foretaget dykninger for at finde vraget og den formodede guldskat, er der ikke i nutiden fundet genstande der med sikkerhed an føres tilbage til ostindiefareren Norske Løve.
Den danske flåde har gennem tiden haft elleve skibe der er navngivet Norske løve.

## Literatur
- Bjarni Åkesson Filholm: Norske Løve. Stolt skib - krank skæbne. Forlaget Nautilus, Frederiksværk, 2006
- Óli Egilstrøð: Úr Eiðis søgu. Grunnurin Lækjan, Eiði, 2004, ISBN 99918-3-152-5 (færøsk.)
- Árni Dahl: Søga og stev, Bd. 2. Fannir, Tórshavn, 1997, ISBN 99918-49-08-4 (færøsk.)
- Norska Løva Arkiveret 3. marts 2016 hos  Wayback Machine (PDF; 129 kB)